# Josef Málek (atlet)

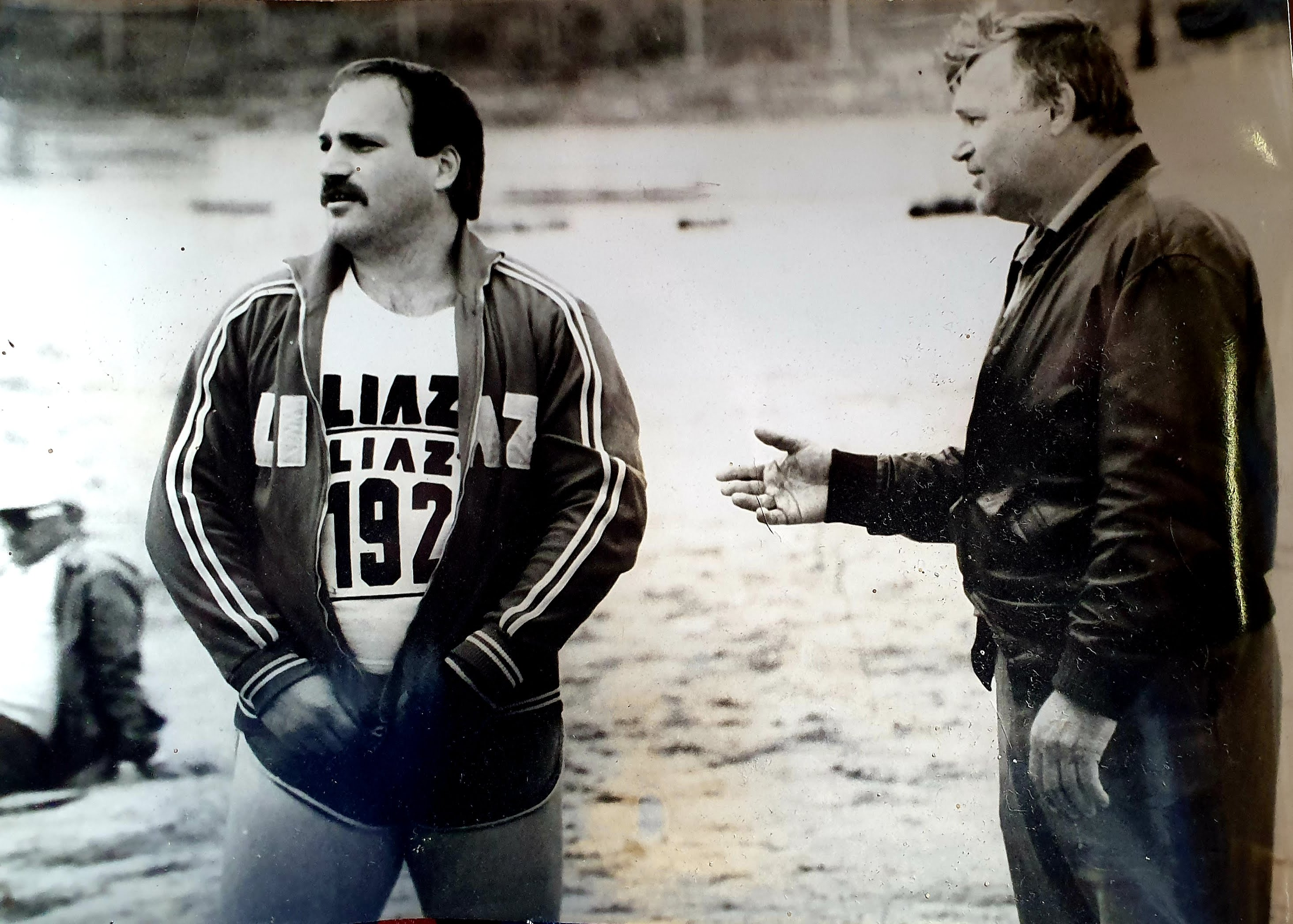
Josef Málek (st.) trénuje syna Josefa Málka (ml.)

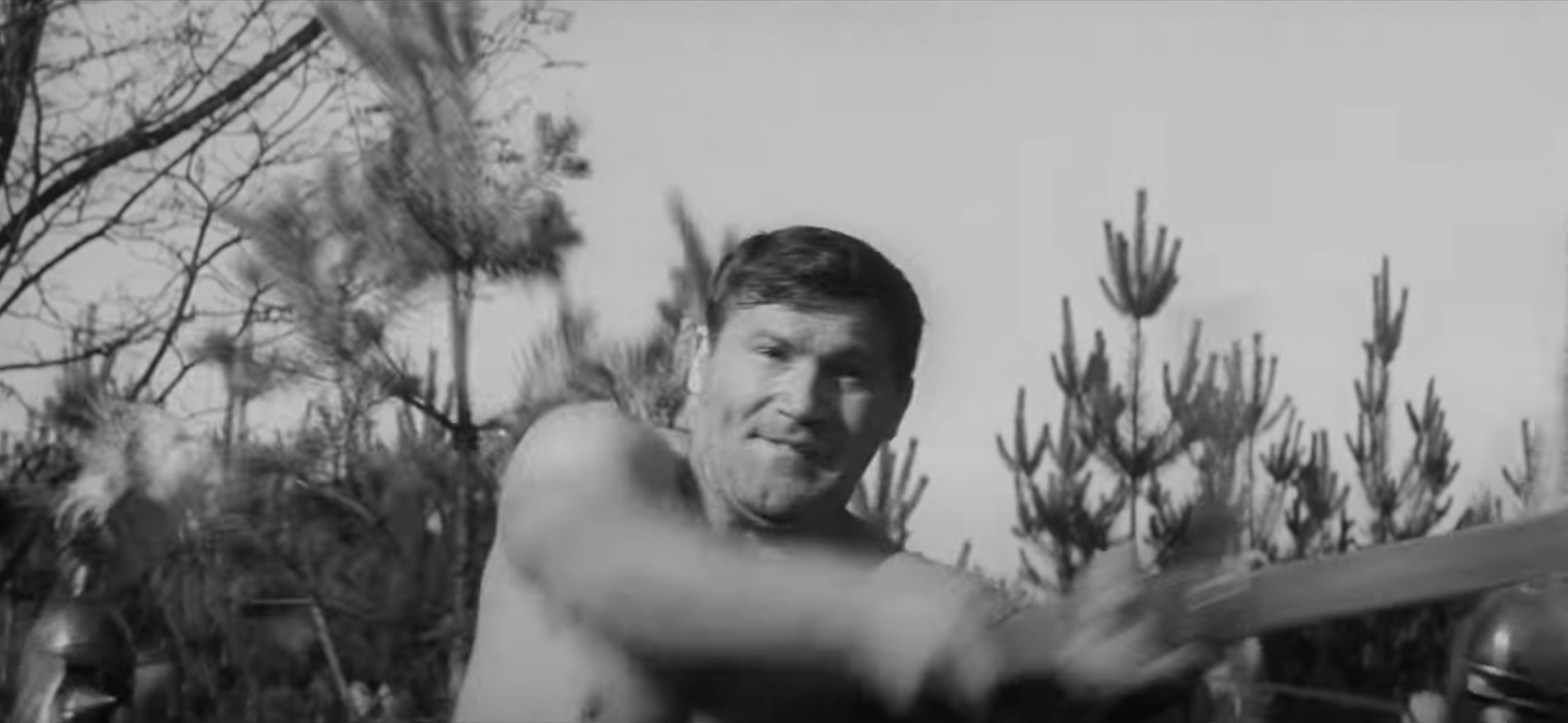

Josef Málek st. (12. března 1933 – 13. března 2013) byl několikanásobný mistr Československa v hodu kladivem.
Držitel dvou československých rekordů 62,37 m (1958) a 63,01 m (1959). Reprezentoval Československo ve 23 mezistátních utkáních (1954–1963), účastník ME 1962 (nekv.).
Osobní rekord – 64,92 m
Do dějin české a světové atletiky vstoupil tento kladivář několikrát. Začátkem 60. let dvacátého století byl evropským rekordmanem v hodu kladivem, vynalezl koulařskou otočku a jako první na světě ji použil. V roce 1955 způsobil, že IAAF upravovala před OH v Melbourne pravidla hodu oštěpem, neboť s otočkou tímto náčiním hodil dále, než byl tehdy platný český rekord, a od něho tuto techniku převzali Španělé, kteří touto technikou poprvé dohodili oštěp za 100 m.
Začínal v JAWA Praha (1945), poté TÚTVS Praha (1952), Spartak Závody 9. května (1953), ÚDA Praha (1954–1955, trenér J. Vrabel, od 1956 bez trenéra), Spartak Závody 9. května (1956), Spartak Nusle (1957), Bohemians Praha (1958-77), Dukla Praha (1979–1982).
Po ukončení závodní činnosti trenér,
významní svěřenci: Zdeněk Bednář, Petr Horák, Jaroslav Charvát, Josef Málek ml., Pavel Novosad, Stanislav Pluhař, Radomil Skoumal, František Vrbka a další.

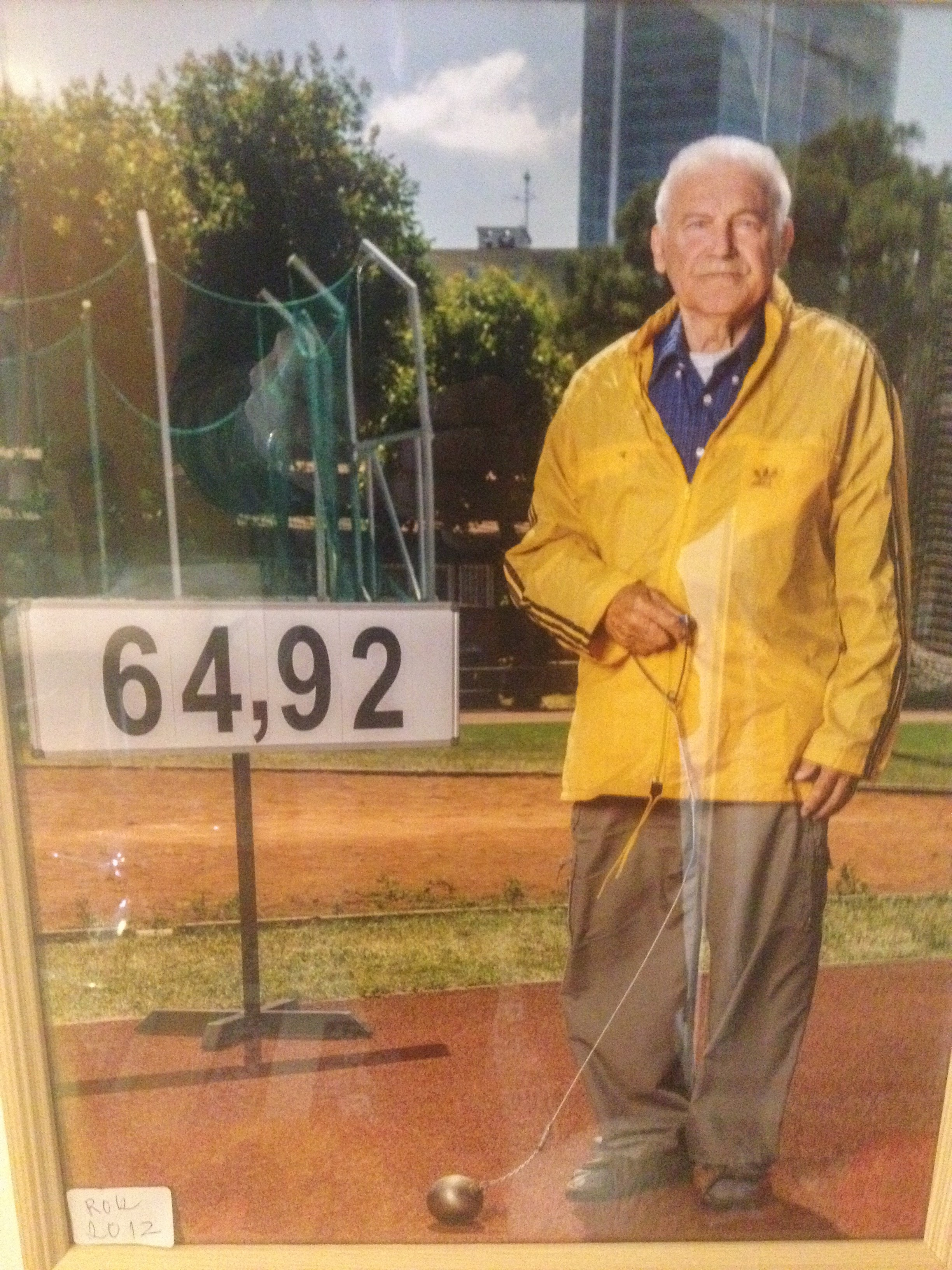
Pamětní foto ze stadionu Děkanka v Praze 4